# Raval d'Elx

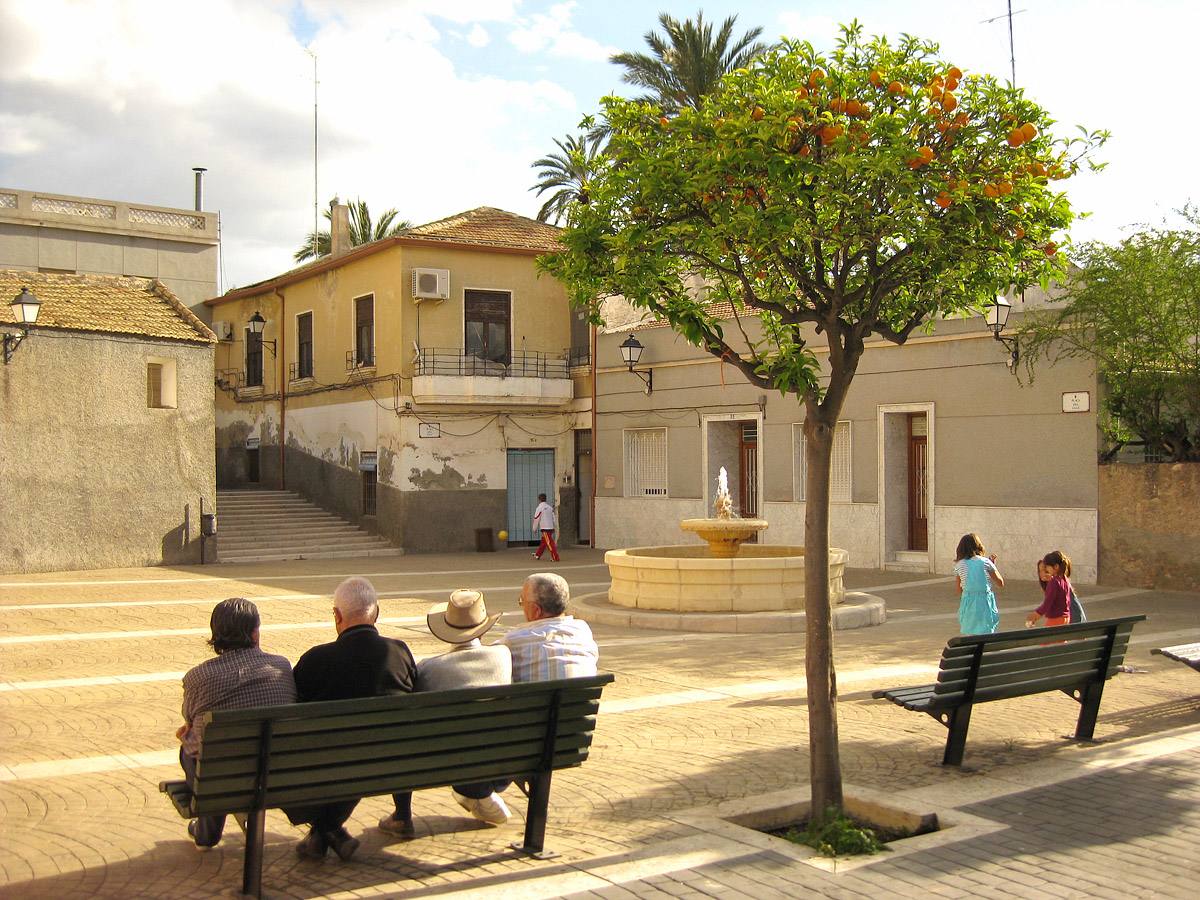
Joves i grans descansen en una plaça del Raval d'Elx

El Raval d'Elx o Raval de Sant Joan és un barri de la ciutat d'Elx, situat al sud de l'antiga vila d'Elx o centre de la ciutat. Fou d'antuvi una població independent, creat a partir de l'expulsió dels àrabs i moriscs de la vila murada d'Elx. Malgrat el gran entrebanc que siginificà la pèrdua de la seua població originària a conseqüència de l'expulsió dels moriscs el 1609, el Raval arribà a ser una pedania semiautonòma de la ciutat d'Elx i a la plaça Major de la Vila del Raval encara se'n pot observar l'antic ajuntament, que destaca una sòbria façana blanca i una sèrie d'arcades i balconades. El barri consta d'un reguitzell de carrers estrets, girs sobtats, i placetes. A l'oest, fita amb el Vinalopó, al sud amb el barri de la Tripa i al nord amb el del Salvador. A l'est, s'estén el palmerar d'Elx.
Cal destacar la presència al barri del Museu d'Art Contemporani, a la mateixa plaça Major.